# Волконская (платформа)
Волко́нская — платформа Северо-Кавказской железной дороги РЖД, расположена в микрорайоне Волконка Лазаревского района города Сочи, Краснодарский край, Россия.

## Описание
Расположена на берегу Чёрного моря у впадения реки Годлик.

## История
Рядом с платформой находятся развалины древней генуэзской крепости Годлик.